# Wolfsberg (slott)
Wolfsberg är ett slott i Schweiz. Det ligger i distriktet Kreuzlingen och kantonen Thurgau, i den nordöstra delen av landet.
Närmaste större samhälle är Ermatingen, öster om Wolfsberg.
Runt Wolfsberg är det i huvudsak tätbebyggt och väster om slottet finns skog.